# M. J. Walker
James Michael M.J. Walker Jr. (Geórgia, 28 de março de 1998) é um basquetebolista americano que atualmente joga pelo New York Knicks da National Basketball Association (NBA).
Ele jogou basquete universitário pela Universidade Estadual da Flórida.

## Carreira no ensino médio
Walker estudou na Jonesboro High School em Jonesboro, Geórgia. Ele inicialmente jogou futebol americano, mas decidiu se concentrar no basquete depois do verão de 2016. 
Em seu segundo ano, Walker teve médias de 17,3 pontos, 4,5 rebotes, 3,0 assistências e 3,0 roubos de bola levando Jonesboro a um recorde de 32-1 e ao título estadual da Classe 4A da Geórgia em 2015. Em seu terceiro ano, ele teve médias de 22,3 pontos, 5,6 rebotes e 3,6 assistências, levando Jonesboro a um recorde de 28-5 e aos título regional e estadual de 2015. Em seu último ano,  Walker teve médias de 27,8 pontos, 6,5 rebotes e 2,4 assistências, levando Jonesboro a um recorde de 23-6.

### Recrutamento
Walker era um recruta de cinco estrelas que recebeu ofertas de Florida State, Georgia Tech, Ohio State, UCLA e Virginia Tech. Walker se comprometeu com a Universidade Estadual da Flórida.
| Nome | Cidade Natal                           | Escola         | Altura             | Peso           | Data               |
| --- | -------------------------------------- | -------------- | ------------------ | -------------- | ------------------ |
| M. J. Walker SG | Riverdale, GA                          | Jonesboro (GA) | 6 ft 5 in (1.96 m) | 207 lb (94 kg) | 24 de Maio de 2017 |
| M. J. Walker SG | Recrutamento: Rivals: 247Sports: ESPN: |                |                    |                |                    |
| Rankings: Rivals: 27º \| 247Sports: 35º \| ESPN: 27º |                                        |                |                    |                |                    |
| - Nota : Em muitos casos, Scout, Rivals, 247Sports e ESPN podem entrar em conflito em suas listas de altura e peso, nestes casos, a média foi obtida. - Fonte: |                                        |                |                    |                |                    |

## Carreira universitária
Em seu segundo ano, Walker teve médias de 7,5 pontos e 2,2 rebotes. Flórida State teve um recorde de 29–8 e alcançou o Sweet Sixteen do Torneio da NCAA.

## Carreira profissional
Depois de não ter sido selecionado no draft da NBA de 2021, Walker assinou com o New York Knicks em 20 de agosto de 2021.

## Carreira da seleção nacional
Walker jogou pela Seleção Americana sub-18 na Copa América Sub-18 de 2016 em Valdivia, Chile. Em quatro jogos, ele teve médias de 2,0 pontos e 1,8 rebotes, ajudando seu time a conquistar a medalha de ouro.

## Estatísticas

### Universitário
| Ano      | Equipe        | PJ  | PT | MPJ  | AP   | 3P   | LL   | RT  | AS  | BR | TO | PPJ  |
| -------- | ------------- | --- | -- | ---- | ---- | ---- | ---- | --- | --- | -- | -- | ---- |
| 2017–18  | Florida State | 35  | 1  | 18.8 | .379 | .345 | .754 | 1.7 | 1.1 | .6 | .1 | 7.0  |
| 2018–19  | Florida State | 35  | 34 | 25.9 | .340 | .328 | .778 | 2.2 | 1.6 | .8 | .2 | 7.5  |
| 2019–20  | Florida State | 26  | 24 | 25.2 | .371 | .361 | .803 | 1.7 | 1.5 | .8 | .2 | 10.6 |
| 2020–21  | Florida State | 24  | 23 | 29.0 | .436 | .423 | .797 | 2.5 | 2.5 | .9 | .4 | 12.2 |
| Carreira | Carreira      | 120 | 82 | 24.7 | .381 | .364 | .783 | 2.0 | 1.6 | .7 | .2 | 9.3  |

Fonte:

## Vida pessoal
Walker é filho de Jackie e James Walker Sr, e tem uma irmã mais velha que joga no Miles College. Sua mãe, Jackie, jogou basquete na Universidade de Hampton.